# Who Believes in Angels?
Who Believes in Angels? è il trentaquattresimo album in studio collaborativo del cantautore britannico Elton John e della della cantautrice statunitense Brandi Carlile pubblicato il 4 aprile 2025 dalla Interscope Records.
L'album contiene inoltre due brani collaborativi pubblicati precedentemente: Simple Things, presente nell'album di John The Lockdown Sessions, e Never Too Late, brano colonna sonora del docufilm Elton John: Never Too Late, candidata all'Oscar alla miglior canzone originale nel 2025.

## Antefatti e descrizione
Le registrazioni dell'album sono iniziate nell'ottobre 2023, un processo descritto in un comunicato stampa, in cui John e Carlile «si sono spinti l'un l'altro fuori dalla loro zona di comfort per scrivere e registrare un album completamente da zero in soli 20 giorni». I musicisti che hanno contribuito all'album includono il batterista dei Red Hot Chili Peppers Chad Smith, l'ex chitarrista e polistrumentista sempre dei Red Hot Chili Peppers Josh Klinghoffer e il bassista Pino Palladino. L'album è stato prodotto da Andrew Watt e registrato presso il Sunset Sound Recorders di Los Angeles.
John ha descritto l'album come «uno dei più difficili che abbia mai fatto”, pur essendo anche “una delle più grandi esperienze musicali della mia vita», tra cui la perdita della vista di John a causa di un'infezione agli occhi. Carlile ha descritto il processo di registrazione come «un ambiente incredibilmente stimolante e stimolante in cui lavorare, in cui tutti lanciavano idee, tutti ascoltavano le idee degli altri».

## Tracce
Testi e musiche di Brandi Carlile, Elton John, Bernie Taupin, e Andrew Watt.
1. The Rose of Laura Nyro – 6:39
2. Little Richard's Bible – 2:59
3. Swing for the Fences – 3:22
4. Never Too Late – 3:36
5. You Without Me – 4:35
6. Who Believes in Angels? – 5:13
7. The River Man – 4:41
8. A Little Light – 4:22
9. Someone to Belong To – 4:20
10. When This Old World Is Done with Me – 4:16

## Classifiche
| Classifica (2025) | Posizione massima |
| ----------------- | ----------------- |
| Australia         | 26                |
| Austria           | 2                 |
| Belgio (Fiandre)  | 14                |
| Belgio (Vallonia) | 26                |
| Canada            | 52                |
| Germania          | 2                 |
| Irlanda           | 44                |
| Italia            | 46                |
| Norvegia          | 75                |
| Nuova Zelanda     | 6                 |
| Paesi Bassi       | 21                |
| Regno Unito       | 1                 |
| Stati Uniti       | 9                 |
| Svezia            | 5                 |
| Svizzera          | 1                 |